# Ilyomyces victoriae
Ilyomyces victoriae är en svampart som beskrevs av A. Weir 1995. Ilyomyces victoriae ingår i släktet Ilyomyces och familjen Laboulbeniaceae.   Inga underarter finns listade i Catalogue of Life.